# 芬夫施泰滕
芬夫施泰滕是德国巴伐利亚州的一个市镇。总面积26.71平方公里，总人口1346人，其中男性669人，女性677人（2011年12月31日），人口密度50人/平方公里。